# Lowlife (groupe)
Pour les articles homonymes, voir Lowlife.
Lowlife est un groupe britannique de post-punk et dream pop, originaire de Grangemouth, en Écosse. Bien que le groupe n'ait jamais atteint la notoriété, il a fait l'objet d'un véritable culte qui se poursuit encore de nos jours.

## Histoire

### Avant Lowlife
Le groupe Dead Neighbours est formé au début des années 1980 à Grangemouth, en Écosse. Il était composé à l'origine de Craig Lorentson (chant), David Steel (basse), Ronnie Buchanan (guitare) et Grant McDowall (batterie). Leur manager était Brian Guthrie, frère de Robin Guthrie de Cocteau Twins. Leur premier album, Harmony in Hell, est sorti en 1982.
En 1983, David Steel quitte le groupe en plein enregistrement du deuxième album, Strangedays/Strangeways. En apprenant que Will Heggie, membre fondateur et bassiste de Cocteau Twins, avait récemment quitté ce groupe, Brian Guthrie lui demande d'aider Dead Neighbors à terminer l'enregistrement de l'album et de les rejoindre pour une tournée avec Johnny Thunders. Will Heggie accepte et, une fois l'album et la tournée terminés, décide de rester dans le groupe.
Brian Guthrie remarque alors qu'avec Heggie, la chimie du groupe a soudainement changé et ils ont commencé à forger un son atmosphérique complètement nouveau, très différent de leurs débuts influencés par Cramps. Apparemment mécontent de cette direction, Ronnie Buchanan quitte brusquement le groupe. Un nouveau guitariste, Stuart Everest, est alors recruté. Il s’adapte rapidement à la nouvelle vision du groupe. En 1984, le groupe abandonne le nom Dead Neighbors et se rebaptise Lowlife.

### Années 1980
En 1985, Lowlife enregistre Rain, un mini-album de six chansons. Il est sorti sur Nightshift Records, un label formé par Brian Guthrie spécialement pour le groupe. Tous les albums, singles et EP Lowlife suivants apparaîtront sur Nightshift, à l'exception de leur dernier album, Gush, qui est sorti sur le label Anoise Annoys Records. Rain a eu un succès modeste, recevant des critiques généralement positives.
En 1986 sort le premier album du groupe, Permanent Sleep. Il reçoit les éloges de plusieurs publications musicales britanniques et américaines. Un EP, Vain Delights, sort fin 1986.
Le deuxième album du groupe, Diminuendo, sort en 1987. Il reçoit également des critiques positives et est généralement considéré comme le meilleur album du groupe. Le groupe part ensuite en tournée au Royaume-Uni avec The Go-Betweens, ce qui lui permet de rencontrer un public plus large.
Par la suite, des conflits internes s’installent dans le groupe, et les membres demandent au guitariste Stuart Everest de le quitter, pour des raisons qui n’ont jamais été révélées. Hamish McIntosh vient alors le remplacer.
En 1989 sort le troisième album du groupe, Godhead, mais la réponse critique fut légèrement moins enthousiaste cette fois-ci.

### Années 1990
Au début de l'année 1990, à la suite d'un accident de football dans lequel il a perdu un doigt, McDowall décide de quitter le groupe. McIntosh fait de même, pour poursuivre une carrière avec son propre groupe Fuel. Les nouveaux guitaristes Robin James Hurt et Hugh Duggie, ainsi que le batteur Martin Fleming, viennent les remplacer. Ian Stewart, qui jouait avec Duggie et Fleming dans le groupe Mutiny Strings, les rejoint brièvement en tant que deuxième bassiste. Cette même année, alors que le groupe s'adapte à ces changements de personnel, Nightshift publie un album de compilation, From a Scream to a Whisper, composé de chansons précédemment sorties en singles et sur des albums du groupe.
En 1991, Lowlife et Nightshift Records commencent à connaître une série de problèmes financiers, provoqués par l'effondrement de Rough Trade Distribution. Guthrie a dû emprunter de l'argent pour financer l'enregistrement du quatrième album du groupe, San Antorium. Ce dernier a reçu des critiques positives mais peu spectaculaires, et les ventes n'étaient ni meilleures ni pires que leurs précédents albums. Le groupe commence à stagner.
Quatre ans plus tard, le groupe enregistre son cinquième et dernier album, Gush. Il apparaît que les sessions d'enregistrement étaient réalisées par un groupe très professionnel, mais peu enthousiaste. Les critiques extrêmement discrètes reflétaient ce manque d'enthousiasme. Comme pour San Antorium, Lowlife n'est pas parti en tournée pour soutenir Gush.
En 1997, après avoir joué de moins en moins de concert devant un public de plus en plus petit, et avec des engagements familiaux toujours croissants pour tous les membres du groupe, Lowlife se sépare, bien qu'il n'y ait jamais eu d'annonce officielle.
En 2006, tout le catalogue de Lowlife (à l'exception de Gush) a été réédité sur CD par LTM, avec plusieurs pistes bonus et de nombreuses notes par Brian Guthrie.
Le site internet du groupe, Permanent Sleep, rapporte que Craig Lorentson est décédé le 4 juin 2010, à l'âge de 44 ans, après une série de problèmes hépatiques et rénaux.

## Discographie

### Albums studio
- 1986 : Permanent Sleep
- 1987 : Diminuendo
- 1989 : Godhead
- 1991 : San Antorium
- 1995 : Gush

### EP et singles
- 1985 : Rain
- 1986 : Vain Delights
- 1987 : Eternity Road (single)
- 1987 : Swirl, It Swings

### Compilations
- 1988 : The Black Sessions and Demos (démos inédites)
- 1990 : From a Scream to a Whisper
- 2006 : Eternity Road : Reflections of Lowlife 85-95